# Ile de Groix
Ile de Groix este o arie protejată (sit de importanță comunitară — SCI) din Franța întinsă pe o suprafață de 28.337 ha, din care 97 % marine.

## Localizare
Centrul sitului Ile de Groix este situat la coordonatele 47°37′53″N 3°29′13″W / 47.63139°N 3.48694°V.

## Înființare
Situl Ile de Groix a fost declarat arie specială de conservare în baza directivei 92/43 din 1992 referitoare la conservarea habitatelor naturale și a faunei și florei sălbatice pentru a proteja 2 specii de plante și 5 specii de animale.

## Biodiversitate
Situată în ecoregiunea atlantică, aria protejată conține 14 habitate naturale: Recifuri, Vegetație anuală la limita mareei, Faleze cu vegetație de pe coastele atlantice și baltice, Dune mobile cu vegetație embrionară, Pajiști cu Molinia pe soluri calcaroase, turboase sau argilos-nămoloase (Molinion caeruleae), Peșteri marine scufundate complet sau parțial, Pajiști uscate atlantice de coastă cu Erica vagans, Terase mlăștinoase și terase nisipoase neacoperite de apă la reflux, Dune mobile de-a lungul țărmului cu Ammophila arenaria („dune albe”), Pajiști uscate europene, Bancuri de nisip acoperite în permanență slab de apă marină, Vegetație perenă pe țărmurile stâncoase, Liziere de ierburi înalte hidrofile de câmpie și de nivel montan până la alpin, Păduri pe pante, grohotișuri și ravene de Tilio-Acerion.
La baza desemnării sitului se află mai multe specii protejate:
- plante (2): Rumex rupestris, Trichomanes speciosum
- mamifere (3): marsuin (Phocoena phocoena), liliacul mare cu potcoavă (Rhinolophus ferrumequinum), delfin mare (Tursiops truncatus)
- nevertebrate (2): Coenagrion mercuriale, rădașcă (Lucanus cervus)

Pe lângă speciile protejate, pe teritoriul sitului au mai fost identificate 13 specii de plante, 3 specii de mamifere, 1 specie de nevertebrate.